# Rocío Jurado

Rocío Jurado

María del Rocío Mohedano Jurado, bijnamen La más grande en La chipionera (Chipiona, 18 september 1943 - Madrid, 1 juni 2006) was een Spaanse zangeres en actrice.
Op zeer jonge leeftijd begon zij reeds met het dansen van de flamenco. Eveneens op jeugdige leeftijd (in 1963) maakte zij haar filmdebuut in Los guerrilleros waarin zij speelde met de bekende Spaanse acteur annex zanger Manolo Escobar.

Andere hoofdrollen die zij vervulde waren die in de films Proceso a una estrella uit 1966 en Una chica casi decente uit 1971.
Tijdens een verblijf in Argentinië trad ze op in de succesvolle musical La zapatera prodigiosa die was gebaseerd op werk van de Spaanse dichter en toneelschrijver Federico García Lorca.

Later begon zij door haar contact met de componist Manuel Alejandro zich meer toe te leggen op de Latijns-Amerikaanse muziek waarmee zij zowel in haar geboorteland Spanje als in Amerika successen oogstte met hits als Muera el amor en Señora.
In 2004 werd bij haar alvleesklierkanker vastgesteld. Daarbovenop kreeg zij in 2006 te maken met een leveraandoening. Uiteindelijk overleed zij op 61-jarige leeftijd in haar huis in Spanje.
Rocío Jurado was tweemaal getrouwd. Uit haar eerste huwelijk met bokser Pedro Carrasco (overleden in 2001) had zij een dochter, na haar scheiding hertrouwde zij met stierenvechter José Ortega Cano en adopteerde zij met haar tweede man twee kinderen.

## Muziek
- Rocío... siempre (2006)
- Yerbabuena y nopal (2003)
- La más grande (2001)
- Con mis cinco sentidos (1998)
- Palabra de honor (1994)
- La Lola se va a los puertos (1993)
- Como las alas al viento (1993)
- Sevilla (1991)
- Nueva navidad (1990)
- Rocio de luna blanca (1990)
- Punto de partida (1989)
- Canciones de España (Ineditas) - A mi querido Rafael de León (1988)
- ¿Dónde estás amor? (1987)
- Paloma brava (1985)
- El amor brujo (1985)
- Desde dentro (1983)
- Y sin embargo te quiero (1983)
- Como una ola (1981)
- Canciones de España (1981)
- Ven y sígueme (1981)
- Por derecho (1979)
- Canta a México (1979)
- De ahora en adelante (1978)
- Rocío Jurado /Columbia (1976)
- Rocío Jurado (1976)
- Rocío (1975)
- Soy de España (1975)
- Amor Marinero (1974)
- Rocío Jurado (1974)
- Rocío Jurado (1971)
- Proceso a una estrella (1970)
- Rocío Jurado (1969)

## Films
- La Lola se va a los puertos (1993)
- Fin de año con Lina Morgan (1992, televisiefilm)
- Sevillanas (1992)
- El amor brujo (1986)
- Horas doradas (1980, televisieserie)
- La querida (1976)
- Una chica casi decente (1971)
- Lola la piconera (1969, televisiefilm)
- En Andalucía nació el amor (1966)
- Proceso a una estrella (1966)
- Los guerrilleros (1963)